# Atlanta Assembly
Atlanta Assembly was een autoassemblagefabriek van de Ford in Hapeville in Georgia in de Verenigde Staten. De fabriek werd geopend in 1947 en gesloten in 2006 als onderdeel van The Way Forward-herstructureringsplan van Ford.

## Geschiedenis
Voor 1947 waren de Atlanta Assembly Plant en de Atlanta Parts Depot gevestigd in de stad Atlanta. Toen de VS Duitsland in 1941 de oorlog verklaarde werden ze gesloten. In 1947 werd een nieuwe fabriek gebouwd in Hapeville, op ongeveer 11 kilometer van Atlanta, die op 1 december dat jaar geopend werd. De Ford Parts Distribution Center opende in juli 1951 in McDonough. In 1965 startte de fabriek met een tweede werkshift. In 1986 begon Atlanta Assembly de Ford Taurus en de varwante Mercury Sable te bouwen. 21 Jaar en 7 miljoen exemplaren later rolde de laatste Taurus van de band. Op vrijdag 27 oktober 2006 werd de fabriek gesloten. In juni 2008 werd het terrein voor ruim € 30 miljoen verkocht aan een projectontwikkelaar die in augustus dat jaar begon met de sloop van de aanwezige gebouwen. In de plaats werd een aan de nabijgelegen luchthaven gelinks zakendistrict gepland. In 2011 kondigde het Duitse Porsche aan haar Amerikaanse hoofdkwartier naar hier te willen verhuizen.

## Gebouwde modellen
| Afbeelding | Model         | Periode   |  | Afbeelding | Model            | Periode   |
| ---------- | ------------- | --------- |  | ---------- | ---------------- | --------- |
|            | Ford Fairlane |           |  |            | Ford Fairmont    |           |
|            | Ford Falcon   |           |  |            | Ford Galaxie     |           |
|            | Ford Granada  |           |  |            | Ford Ranchero    |           |
|            | Ford Torino   |           |  |            | Ford Thunderbird |           |
|            | Ford LTD      | 1983-1985 |  |            | Mercury Marquis  | 1983-1985 |
|            | Ford Taurus   | 1986-2007 |  |            | Mercury Sable    | 1986-2005 |